# Pujol d'en Pei
El Pujol d'en Pei és una muntanya de 242 metres que es troba al municipi de Sitges, a la comarca del Garraf.